# Indri
L'indri (Indri indri), anomenat babakoto en la llengua local, és l'estrepsirrí vivent més gros. Només viu al nord-est de Madagascar.
L'indri mesura entre 60 i 90 centímetres de llarg i pesa entre 6 i 10 quilograms. Aquest lèmur té una cua especialment petita, que només mesura entre 2,5 i 6,4 centímetres de llarg. Té un llarg i espès pelatge. El color del pelatge és blanc, alternat amb taques blanques, grises i marrons. La quantitat de negre varia d'un individu a l'altre; alguns són gairebé completament blancs i altres són gairebé totalment negres. En la majoria de casos, el cap, orelles, espatlles, braços i esquena són totalment o parcialment negres. La pell també és de color negre. La cara és nua. L'indri té ulls grans i el musell curt. Les orelles són més visibles que en els seus parents, els sifaques.